# 크리스 영 (가수)
크리스 영(Chris Young, 1985년 6월 12일 ~ )은 미국의 컨트리 가수이다. 2006년 《내슈빌 스타》에서 우승하였다.

## 디스코그래피
- Chris Young (2006)
- The Man I Want to Be (2009)
- Neon (2011)